# Atafu
Atafu, antiguamente conocida como «grupo del Duque de York» es un grupo de islotes de coral en Tokelau en el sur del océano Pacífico. Con una superficie de 2,5 km², es la más pequeña de las tres islas que constituyen Tokelau, y está compuesta de un atolón que rodea una laguna central con una superficie de 15 km². El atolón está unos 800 km al sur del ecuador.
El principal asentamiento se encuentra en la zona noroeste del atolón. El atolón es aproximadamente de forma triangular y encierra una laguna de cinco kilómetros de norte a sur por cuatro kilómetros de este a oeste en su punto más ancho. Es llano, su máxima altitud es de tan sólo cinco metros, y tiene una vegetación exuberante con palmeras cocoteras.
El lado oriental de la laguna es casi una franja de tierra continua con una breve interrupción intermedia. En contraste, la parte occidental está compuesta de arrecifes y varias islas distintas, en particular en forma de V invertida de la Isla Atafu en el norte, Alofi, que se extiende en la laguna del arrecife occidental, y la isla en forma de L de Fenualoa en el sudoeste. La pequeña isla Tamaseko se encuentra en la laguna cerca de Alofi.
El arrecife que conecta las islas del atolón es poco profundo lo que permite caminar entre las islas cuando hay marea baja. Por ello no existe paso de botes hacia la laguna, si bien el océano es sumamente profundo en proximidades del arrecife. Esto permite buenas zonas para anclar embarcaciones, aunque también hace que existan mares revueltos en cercanías del arrecife. La planitud del atolón y su ubicación dentro de la zona de los ciclones ha resultado a veces en daños las propiedades de la isla. La existencia de Atafu puede llegar a estar amenazada por la subida del nivel del mar que se podría producir a causa del calentamiento global.
Es probable que los polinesios hayan visitado la isla en la prehistoria, pero que no tuvieran un asentamiento permanente. El atolón fue descubierto por John Byron, en 1765 cuando navegaba a bordo del HMS Dolphin.